# William Fleetwood
William Fleetwood (1er janvier 1656-4 août 1723) est un prédicateur anglais, évêque de St Asaph et évêque d'Ely, connu par les économistes et les statisticiens pour avoir construit un indice des prix dans son Chronicon Preciosum de 1707.

## Biographie

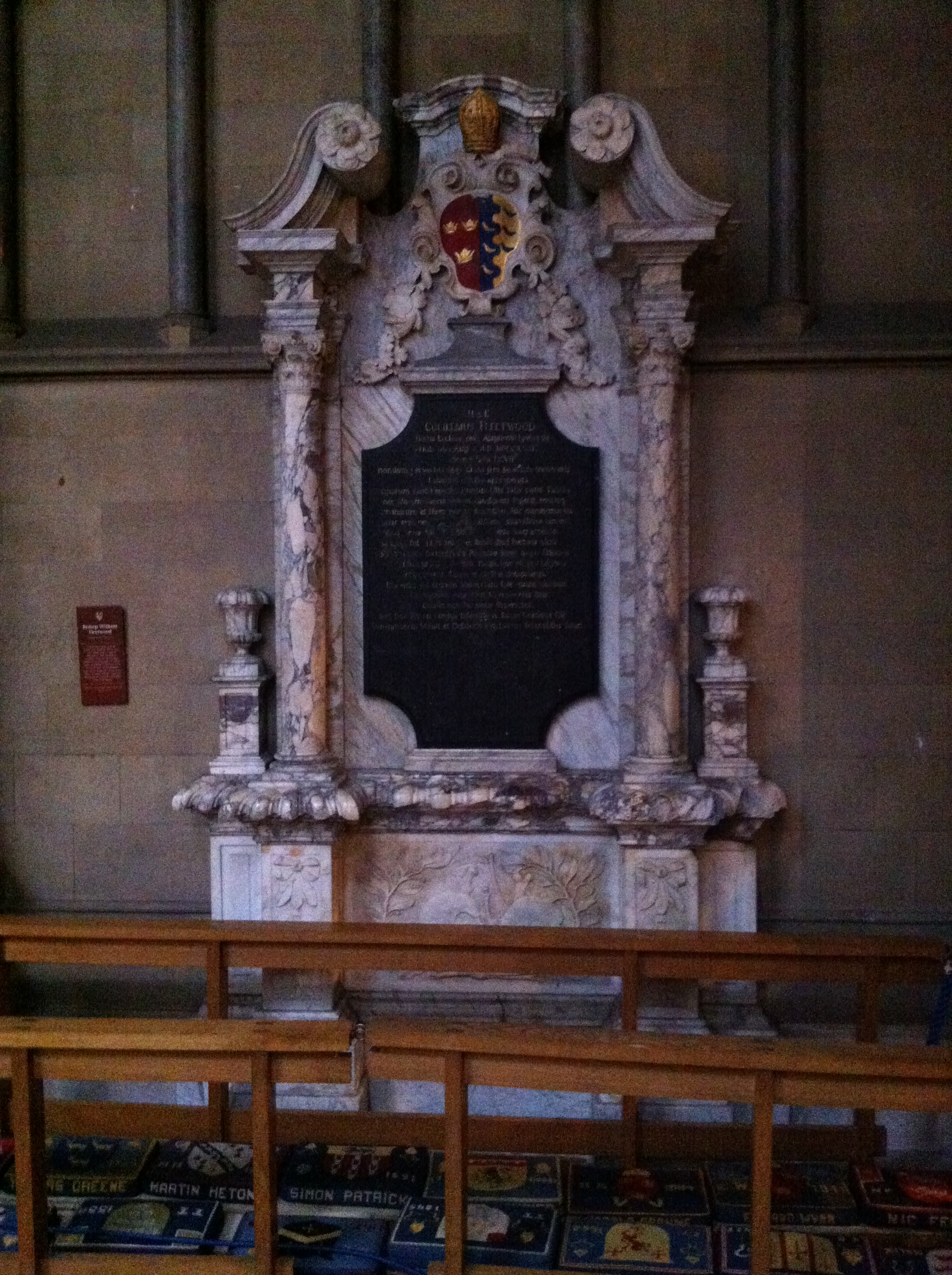
Mémorial à l'évêque William Fleetwood dans la cathédrale d'Ely

Fleetwood descend d'une ancienne famille du Lancashire et nait dans la tour de Londres le jour de l'an 1656. Il fait ses études au Collège d'Eton et au King's College de Cambridge. Vers l'époque de la Glorieuse Révolution, il reçoit les ordres et est nommé peu après recteur de St Austin's, à Londres, et lecteur de St Dunstan's, dans l'Ouest. Il devient chanoine de Windsor en 1702, et en 1708 il est nommé au siège de St Asaph, d'où il est transféré en 1714 à celui d'Ely. Il meurt à Tottenham, Middlesex, le 4 août 1723.
Fleetwood est considéré comme l'un des meilleurs prédicateurs de son temps. Il est précis dans l'apprentissage et efficace dans la livraison. Dans l'administration épiscopale, il surpasse de loin la plupart de ses contemporains. C'est un Hanovrien zélé et un favori de la reine Anne malgré son whiggisme. Son opposition à la doctrine de la non-résistance le met en conflit avec le ministère conservateur de 1712 et avec Swift, mais il n'entre jamais dans une polémique personnelle.
Ses principaux écrits sont An Essay on Miracles (1701); Chronicum preciosum (un compte rendu de la monnaie anglaise, 1707); et Free Sermons (1712), contenant des discours sur la mort de la reine Mary, du duc de Gloucester et du roi William. La préface de ce dernier est condamnée à être brulée par le Parlement, mais, comme le n° 384 du Spectateur, circule plus largement que jamais. Une édition complète de ses œuvres, avec une préface biographique, est publiée en 1737. Son mémorial par les maçons monumentaux Edward Stanton (sculpteur) et Christopher Horsnaile se trouve dans l'allée nord du chœur de la cathédrale d'Ely .

## Chronique Preciosum
Dans le Chronicon Preciosum (publié de manière anonyme), Fleetwood demande combien coûteraient 5 £ en 1440 aujourd'hui ? La question (le cas) se pose parce qu'un correspondant perdrait la bourse d'un collège d'Oxford s'il avait un revenu extérieur supérieur à 5 £; le statut du collège ayant été composé en 1440. Fleetwood montre combien de pain, de boisson, de viande, de tissu et de livres pouvaient être achetés aux dates précédentes et ultérieures. Il compile l'évolution des prix de nombreux produits de base et note que la plupart des prix augmentent au même rythme. Il conclut que 5 £ au XVe siècle valent 28 £ ou 30 £ au début du XVIIIe.
Adam Smith utilise certaines des données de Fleetwood dans The Wealth of Nations (1776), mais n'a pas développé - ni même adopté - l'idée de comparer le pouvoir d'achat à différentes dates. L'admiration pour le travail de Fleetwood et les efforts pour s'en inspirer ne sont venus qu'au XIXe siècle. Pour Francis Ysidro Edgeworth, le Chronicon Preciosum est "le plus ancien et l'un des meilleurs traités sur les nombres index".
Les sermons de Fleetwood traitent souvent de sujets d'intérêt économique. Par exemple, son sermon contre la coupure (des pièces d'or), prononcé devant le Lord Maire de Londres, explique la fonction de l'argent et les « méfaits de la corruption et de l'avilissement de l'argent ». Il publie son sermon sur le paiement des dettes pendant la panique des mers du Sud.
Fleetwood semble avoir été un chrétien pratique et, d'après le récit de sa vie, un évêque très politique.

## Écrits économiques
- A Sermon against Clipping (Londres, 1694)
- Chronicon Preciosum: or An Account of English Money, the Price of Corn and Other Commodities, for the Last 600 Years (Londres, 1707) L'ouvrage est apparu dans ses œuvres complètes de 1737 et a été réédité en 1745 avec un titre plus long et sous le nom de l'auteur Nom.
- La justice du paiement des dettes (1718)